# Road Warriors
Road Warriors war der Name eines Wrestling-Tag Teams, bestehend aus Michael Hegstrand (Hawk) und Joseph Laurinaitis (Animal). Unter diesem Namen traten die beiden in Ligen wie der AWA, der NWA und WCW an. In der WWF/WWE wurde das Duo als Legion of Doom (kurz: LoD) angekündigt.
Markenzeichen des Teams waren die aus dem American Football bekannten Schulterpolster, welche mit Dornen versehen wurden, sowie die damals im amerikanischen Wrestling revolutionären Gesichtsbemalungen (welche das Vorbild späterer Tag-Teams wie Demolition oder Powers of Pain waren) und Frisuren. Die Teammitglieder wurden bekannt für ihr absichtliches No-Selling und sehr harte Ausführung ihrer Aktionen, was bisweilen auch Anlass zur Beschwerde durch andere Wrestler gab. Trotzdem konnten sie zu einem der bei den Fans populärsten und daraus resultierend erfolgreichsten Teams ihrer Zeit aufsteigen.

## Entwicklung
Laurinaitis, der mit Hegstrand seit seiner Kindheit befreundet war, debütierte im November 1982 in der Promotion Georgia Championship Wrestling. Unter dem Ringnamen The Road Warrior (die Bezeichnung war eine Anlehnung an den Film Mad Max II – Der Vollstrecker, im Original: Mad Max II: The Road Warrior) und der Verwendung eines Biker-Gimmicks absolvierte er dort zunächst einige Single-Matches. Anfang 1983 bestritten Laurinaitis und Hegstrand auf Initiative des Bookers Ole Anderson ein gemeinsames Match, nachdem Laurinaitis’ Partner kurzfristig ausgefallen war; schließlich bildeten sie ein offizielles Tag Team, das sich Road Warriors nannte.
Kurze Zeit später wurde das Heel-Stable Legion of Doom gebildet, das aus den Road Warriors, Jake Roberts, The Spoiler (Don Jardine), Matt Borne (später als Doink the Clown bekannt), King Kong Bundy, Arn Anderson, The Iron Sheik und The Sheik, sowie dem Manager Paul Ellering bestand; der Name des Stables entstammte der TV-Zeichentrickserie Super Friends. Gleichzeitig nahmen Laurinaitis und Hegstrand die Ringnamen Animal und Hawk an. Das Stable hatte in dieser Form jedoch nicht lange Bestand, und nachdem die anderen Mitglieder nach und nach abgewandert waren, blieben lediglich Laurinaitis und Hegstrand mit ihrem Manager Ellering zurück, so dass sich die Legion of Doom nun nur noch auf das Tag Team der Road Warriors beschränkte. Sie wurden daher folglich mit folgenden Worten angekündigt: The Legion of Doom, Hawk and Animal – The Road Warriors.
Nachdem Hegstrand 2003 an einem Herzinfarkt gestorben war, gab man Laurinaitis mit Jon Heidenreich einen neuen Tag-Team-Partner, mit dem er (unter dem Namen LOD 2005) WWE Tag Team Champion wurde. Die Fans lehnten diese Neuauflage jedoch ab und 2006 wurde Heidenreich entlassen, womit die Trennung des Tag Teams besiegelt war. Gerüchte um eine Neuauflage als LOD 2006 mit Matt Hardy bewahrheiteten sich nicht, so dass Laurinaitis beim Royal Rumble und kurze Zeit danach als Single-Wrestler auftrat. Mittlerweile wurde er jedoch aufgrund mangelnder Storylines von der WWE entlassen.
Am 2. April 2011 wurden die Road Warriors gemeinsam mit ihrem langjährigen Manager Paul Ellering in die WWE Hall of Fame aufgenommen. 
Joseph Laurinaitis starb am 23. September 2020 kurz nach seinem 60. Geburtstag in Osage Beach, Missouri.

## Weitere Mitglieder
- Paul Ellering (Wrestler und Manager)
- Sunny (Managerin der LOD im Jahre 1998)
- Droz (Wrestler, von 1998 bis 1999)
- Jon Heidenreich (Wrestler, Teammitglied im Jahr 2005)
- Christy Hemme (Wrestlerin und Managerin der LOD 2005)

## Erfolge

### Titel
- All Japan Pro Wrestling

- 1× NWA International Tag Team Champions

- American Wrestling Association

- 1× AWA World Tag Team Champions

- Georgia Championship Wrestling/World Championship Wrestling

- 4× NWA National Tag Team Champions

- Mid-Atlantic Championship Wrestling/NWA World Championship Wrestling

- 3× NWA World Six-Man Tag Team Champions 2× mit Dusty Rhodes und 1 × Genichiro Tenryu
- 1× NWA World Tag Team Champions (Mid-Atlantic version)

- World Wrestling Federation

- 2× WWF Tag Team Champions
- 1× WWE Tag Team Champions mit Heidenreich

### Auszeichnungen
- National Wrestling Alliance

- Gewinner des NWA Jim Crockett Sr. Memorial Cup (1986)
- Gewinner des NWA Iron Team Tournament (1989)

- Pro Wrestling Illustrated

- PWI Tag Team des Jahres (1982)
- PWI Tag Team des Jahres (1984)
- PWI Tag Team des Jahres (1985)
- PWI Fehde des Jahres (1987) Road Warriors & Super Powers vs. The Four Horsemen
- PWI Tag Team des Jahres (1988)
- PWI #1 der 100 besten Tag Teams

- Wrestling Observer Newsletter

- Newcomer des Jahres (1983)
- Tag Team des Jahres (1984)
- Wrestling Observer Newsletter Hall of Fame

- WWE

- WWE Hall of Fame (2011)

## Media
- Silver Vision: Road Warriors. The Life & Death of the Most Dominant Tag-Team in Wrestling History. DVD, 2005.